# Podochlus robsoni
Podochlus robsoni är en tvåvingeart som beskrevs av Lars Zakarias Brundin 1966. Podochlus robsoni ingår i släktet Podochlus och familjen fjädermyggor. Inga underarter finns listade i Catalogue of Life.